# Cryptostegia madagascariensis
Allamanda pourpre, Lombiro
Espèce
Cryptostegia madagascariensis, l’Allamanda pourpre ou Lombiro, est une espèce de plantes eudicotylédones (Dicotylédones vraies) de la famille des Apocynaceae.

## Répartition
Cryptostegia madagascariensis est endémique de Madagascar où elle se rencontre dans l'Ouest et le Nord-Ouest. Elle a été introduite au Brésil à des fins ornementales et par curiosité botanique.

## Description
C'est une liane qui présente un intérêt industriel et est utilisée par les tradipraticiens malgaches.

## Galerie

Cryptostegia madagascariensis
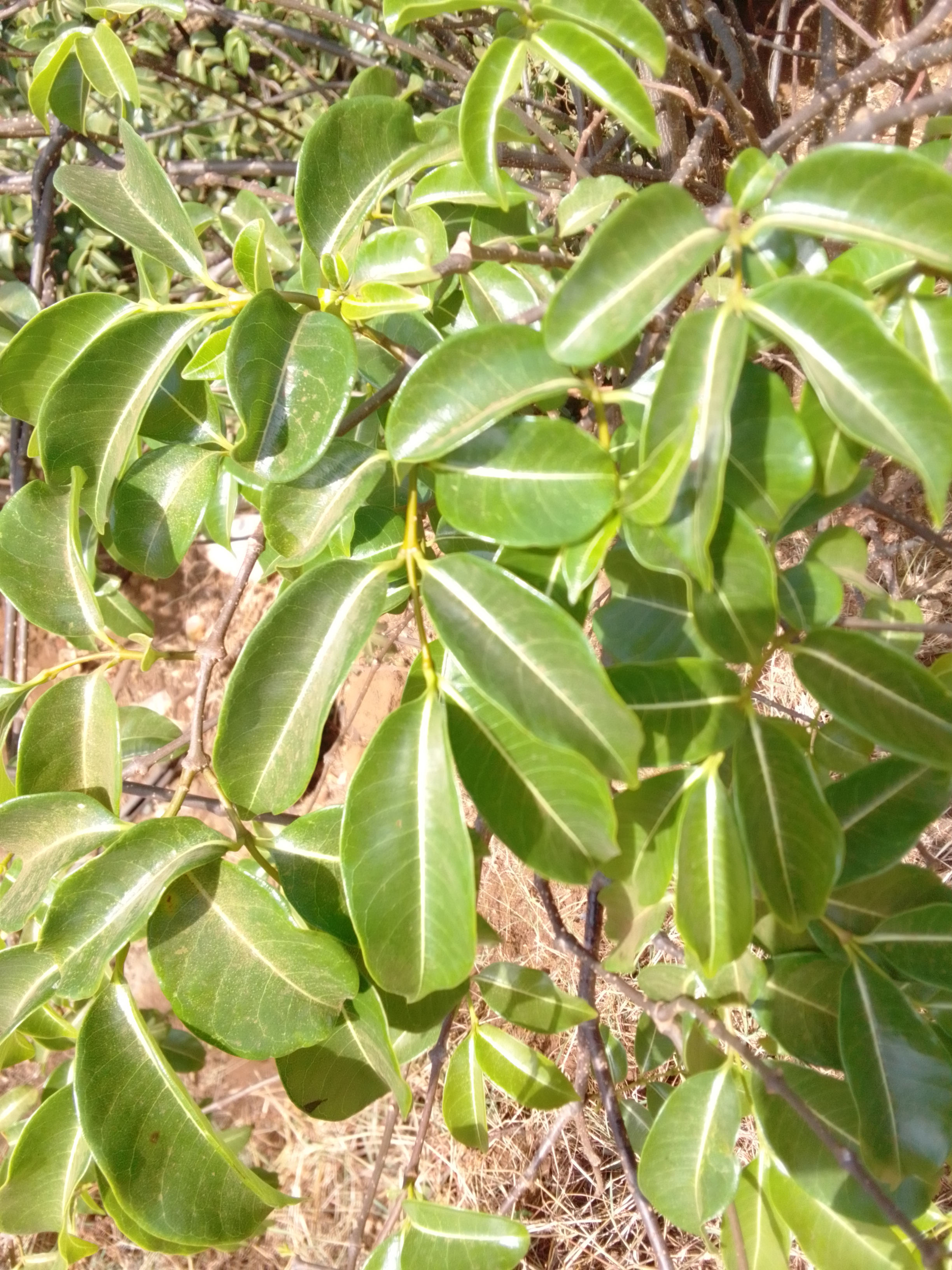
Feuilles.
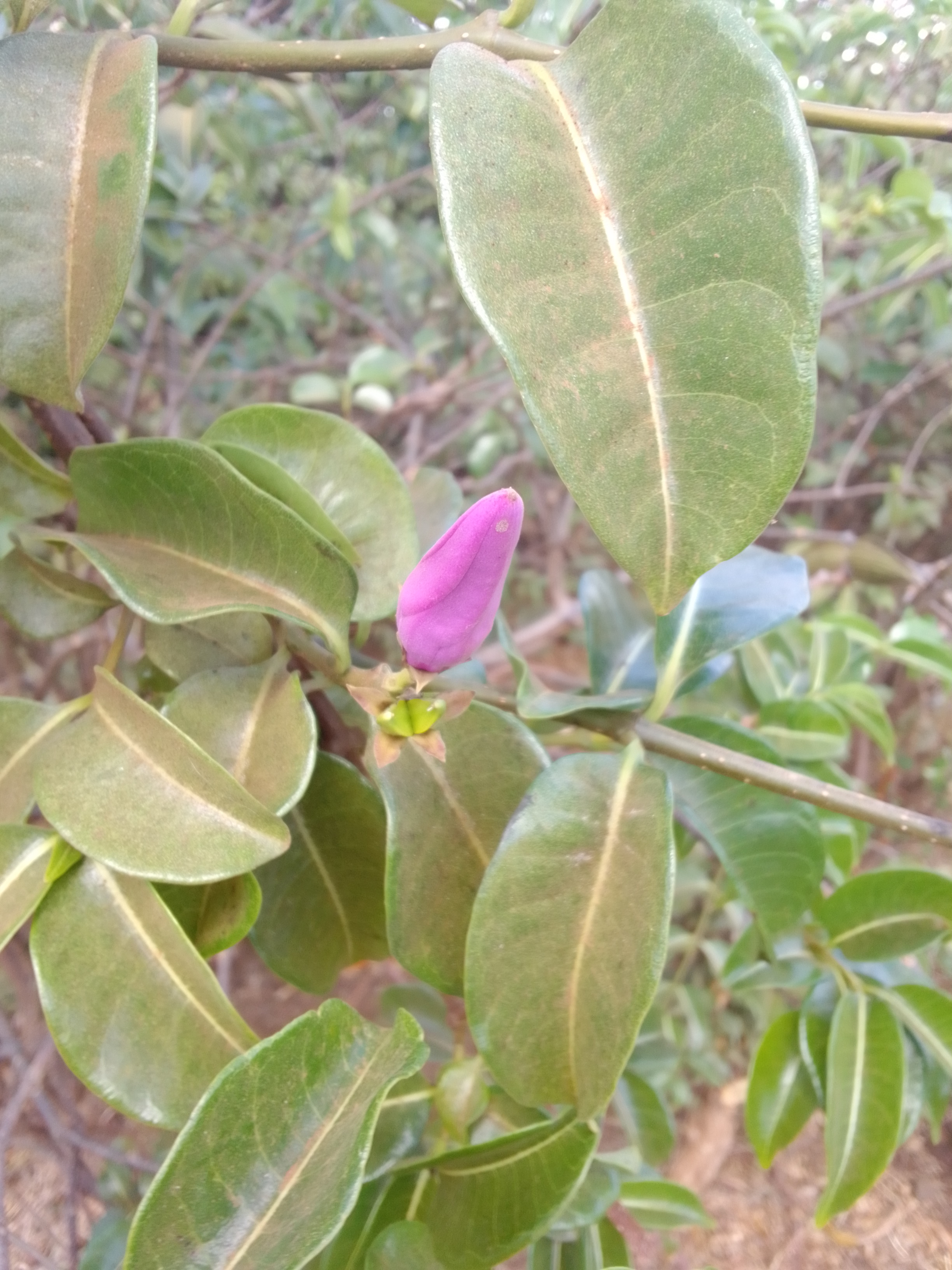
Fleur non-ouverte.
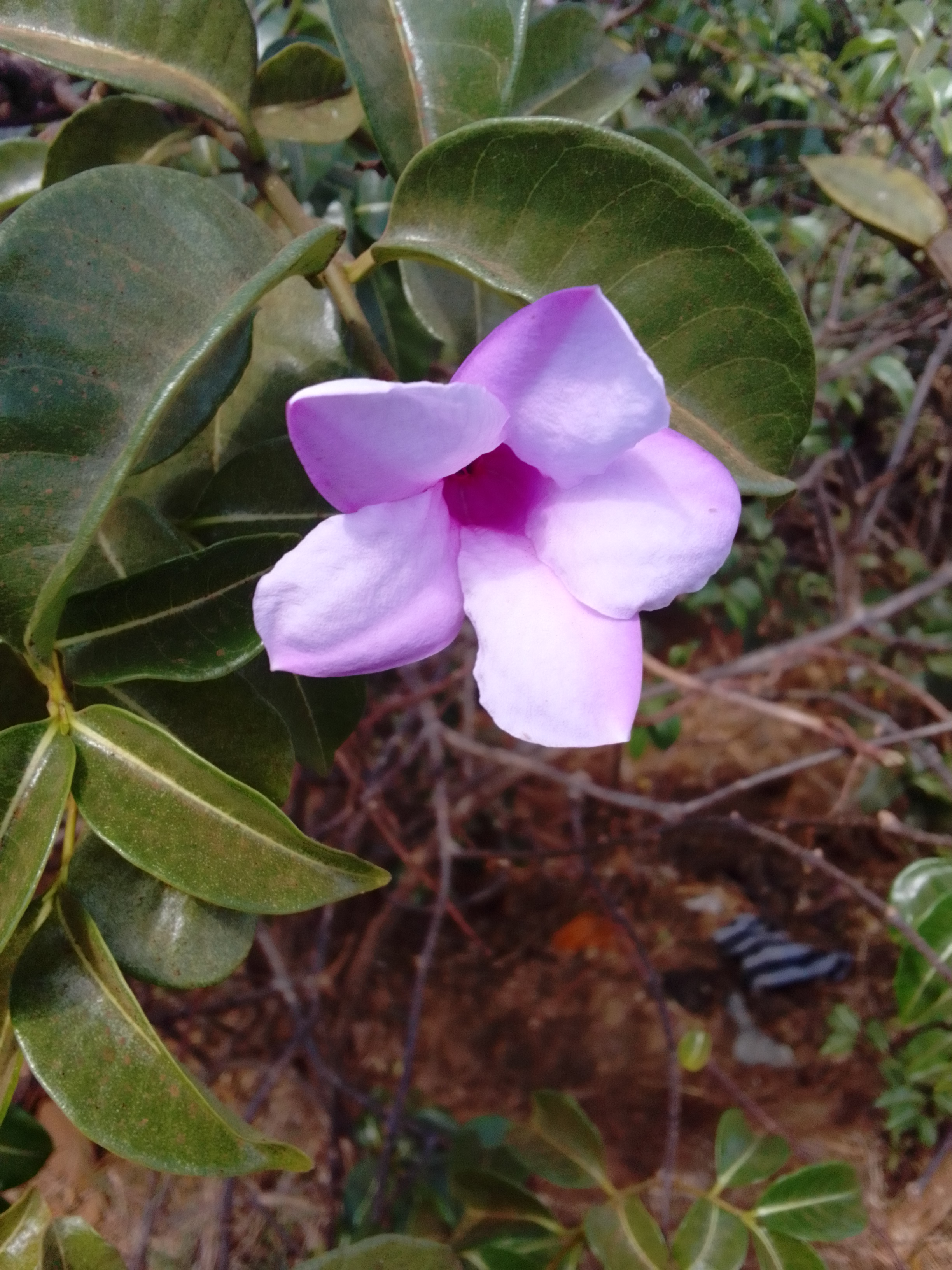
Fleur ouverte.
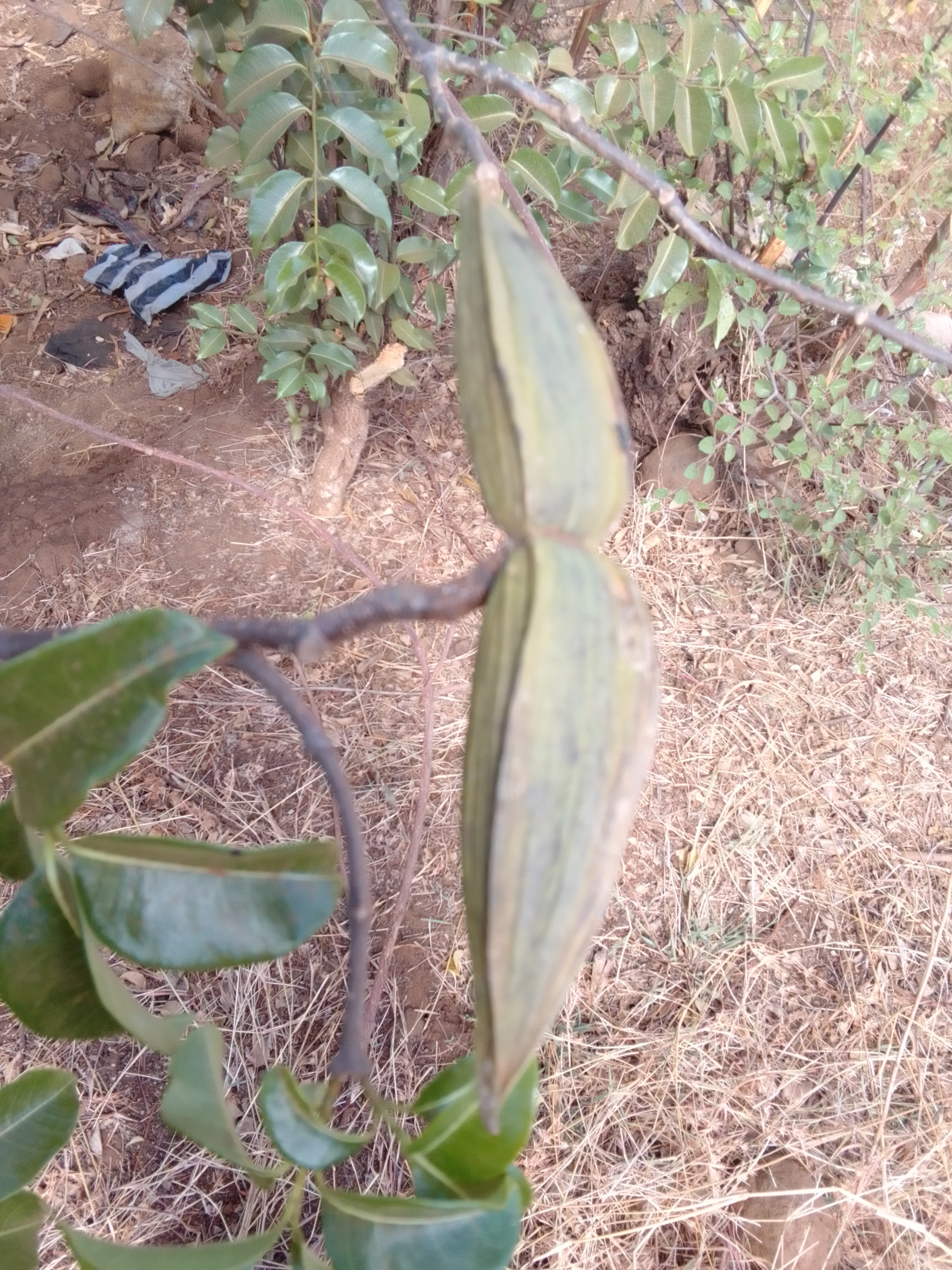
Fruits.

## Classification
Le nom correct complet (avec auteur) de ce taxon est Cryptostegia madagascariensis Bojer ex Decne..
Ce taxon porte en français les noms vernaculaires ou normalisés suivants : Allamanda pourpre, Lombiro. 
Ses noms vernaculaires anglais sont Palay rubber vine ; Madagascar rubber vine ; Ornemental rubber vine ; Allamanda rubber vine.